# 裴纯
裴纯（？—？），河东郡闻喜县（今山西省运城市闻喜县）人，出自河东裴氏定著五房之一的西眷裴，西晋官员。

## 生平
永嘉四年（310年）五月，石勒攻击汲郡，又南渡黄河，荥阳郡太守裴纯逃到建邺，之后裴纯出任黄门侍郎。

## 其他
林宗阅指出，《梁书》记载裴松之家族是裴康的后裔，而裴康诸子中只有裴纯在两晋之际侥幸南逃到江东，所以裴纯很可能是裴松之家族的南渡始祖。

## 家庭

### 祖父
- 裴徽，曹魏冀州刺史

### 父亲
- 裴康，西晋太子左卫率

### 兄弟姐妹
- 裴盾，西晋徐州刺史
- 裴邵，西晋散骑常侍、使持节、都督扬州江西淮北诸军事、东中郎将
- 裴廓，西晋中垒将军
- 裴氏，嫁西晋丞相、兼领司徒、督兗豫司冀幽并六州诸军事、东海孝献王司马越
- 裴氏，嫁东晋都督大桁东诸军事、假节、领军将军、给事中、建兴忠贞公卞壶